# Karki
Karki o Tigranashen (también conocido como Kiarki o Kyarki) es una comunidad urbana y un enclave de Armenia ubicada en la provincia de Ararat, que está rodeado por Armenia y Najicheván. Se encuentra ubicado en las coordenadas 39°48′N 44°58′E / 39.800, 44.967, con una superficie de unos 10 km². Forma parte del raión de Sadarak, y está completamente rodeado por territorio de Armenia, y controlado por este país desde mayo de 1992, a partir de la primera guerra del Alto Karabaj. En la actualidad esta localidad lleva el nombre Tigranashen, otorgado por el gobierno armenio.

## Historia
El 19 de enero de 1990 las fuerzas del Ejército Armenio penetraron el territorio del exclave y proclamaron su total control para ese mismo día. Desde mayo de 1992, durante el transcurso de la guerra de Nagorno-Karabaj, Armenia controla los 19 kilómetros cuadrados como parte de la Provincia de Ararat. La carretera principal que conecta el norte con el sur del territorio armenio pasa por esta localidad discurre a través de esta población. En la actualidad, se encuentra habitada principalmente por armenios locales y armenios refugiados desde Azerbaiyán, debido al intercambio forzoso de población entre ambos países a causa del conflicto militar anterior. El asentamiento fue rebautizado como Tigranashen, en honor a Tigranes el Grande, monarca del Reino de Armenia en su época de mayor poder y esplendor.
Tras la contienda bélica, parte de los antiguos habitantes de Karki fueron relocalizados en una nueva localidad llamada Yeni Karki (Nueva Karki), establecida en el rayón de Kangarli.

## Datos demográficos
Según la publicación del Calendario del Cáucaso de 1910, Karki (Кярки, Kyarki) tenía una población predominantemente tártara (más tarde conocida como azerbaiyana) de 244 habitantes en 1908. Esta cifra aumentó ligeramente hasta 245 en 1911 antes de descender a 242 en 1914.
La aldea tenía una población actual de 151 habitantes, y una población permanente de 154 en 2011.